# Jeffrey Blitz

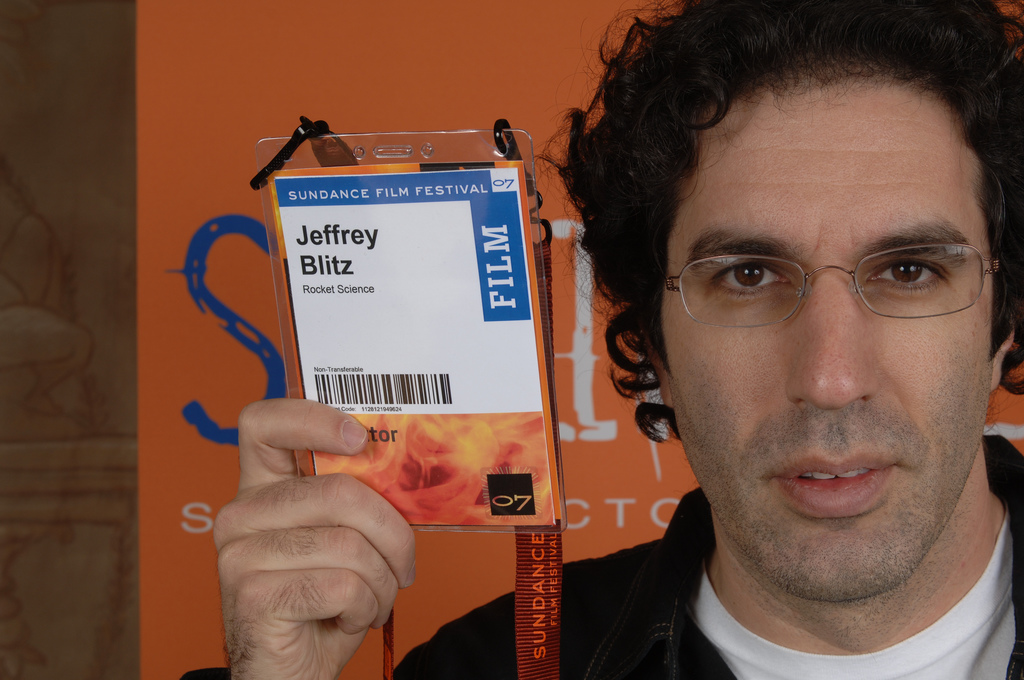
Jeffrey Blitz 2007

Jeffrey Blitz (geboren 1969 in Ridgewood, New Jersey) ist ein US-amerikanischer Film- und Fernsehregisseur, Drehbuchautor und Filmproduzent.

## Leben
Jeffrey Blitz wuchs als Sohn einer konservativ jüdischen Familie in Ridgewood, New Jersey auf. Seine Mutter, eine Kinderärztin, kam aus Argentinien, während sein Vater ein Psychologe ist. 1990 machte er seinen Bachelor of Arts und 1991 seinen Masterabschluss an der Johns Hopkins University. 1997 machte er einen weiteren Abschluss an der USC School of Cinematic Arts.
2002 erschien sein Debütfilm Spellbound über einen Buchstabierwettbewerb und seine Protagonisten. Der Film war bei der Oscarverleihung 2003 in der Kategorie Bester Dokumentarfilm nominiert, unterlag aber Michael Moores Bowling for Columbine.
2007 erschien sein zweiter Film Rocket Science, der 2009 mit dem Dramatic Directing Prize des Sundance Film Festivals ausgezeichnet wurde. 2009 gewann er außerdem einen Emmy für die Folge Stress Relief von Das Büro.

## Filmografie

### Als Regisseur und Drehbuchautor
- 2002: Spellbound
- 2007: Rocket Science
- 2010: Lucky
- 2017: Table 19 – Liebe ist fehl am Platz (Table 19)

### Als Regisseur
- 2006–2013: Das Büro (The Office, 11 Episoden)
- 2009: Parks and Recreation (Episode 1x03 The Reporter)
- 2013: Zach Stone Is Gonna Be Famous (Episode 1x01)
- 2014–2017: Review (22 Episoden)
- 2014, 2017: Playing House (3 Episoden)
- 2017–2018: Trial & Error (12 Episoden)
- 2018: Ghosted (Episode 1x10)
- 2018–2019: Superstore (3 Episoden)
- 2019: Sunnyside (Episode 1x07)
- 2019: Perfect Harmony (2 Episoden)